# Uwe Borchardt
Uwe Borchardt (* 12. November 1961 in Woltersdorf bei Berlin) ist ein ehemaliger deutscher Fußballspieler.

## Fußball-Laufbahn

### 1. FC Union
Uwe Borchardt begann 1970 bei der SG Schöneiche, der Vorläufergemeinschaft des späteren SV Germania 90 Schöneiche, seine Karriere als Fußballspieler. 1975 wechselte er in die Nachwuchsabteilung des 1. FC Union Berlin, wo er 1979 zum Junioren-Nationalspieler wurde und drei Junioren-Länderspiele bestritt. In einer Berliner Spedition wurde er zum Fahrzeugschlosser ausgebildet. Zur Saison 1980/1981 rückte Borchardt in die 1. Union-Mannschaft auf und wurde mit 30 Pflichtspielen und 20 Toren sofort zum Stammspieler. In der Spielzeit 1981/1982 stieg er mit der Mannschaft in die DDR-Oberliga auf, wobei er mit 29 Ligaspielen beteiligt war. Mit 17 Treffern wurde er Torschützenkönig der DDR-Liga und daraufhin von den Union-Fans zum „Unioner des Jahres“ gewählt. Außerdem bestritt er im Laufe des Jahres 1981 sieben Länderspiele mit der DDR-Nachwuchs-Nationalmannschaft.
In seiner ersten Oberligasaison 1982/83 wurde der 1,70 m große Borchardt vom 9. Spieltag an in 18 von 26 Punktspielen eingesetzt. In seinem ersten Oberligaspiel am 30. Oktober 1982 wurde er im Mittelfeld eingesetzt, später spielte er als linker Außenstürmer. In den folgenden Spielzeiten gelang es ihm mit Ausnahme der Ligasaison 1984/85 nie, eine Saison voll durchzuspielen. So bestritt er in den vier Oberligaserien von 1982 bis 1988 nur 71 von insgesamt von 104 Spielen, davon auch nur 43 über die volle Distanz. Als Union nach dem Abstieg von 1984 erneut für ein Jahr in der DDR-Liga spielen musste, hatte Borchardt mit 30 Einsätzen bei 34 Punktspielen und 20 Toren eine erfolgreiche Serie. In der folgenden Saison 1985/86, in der er wieder in der Oberliga spielte, konnte er auch die meisten Pokalspiele seiner Laufbahn verzeichnen. Er bestritt sechs der neun Begegnungen, da er aber in der Rückrunde der Saison wieder ausgefallen war, verpasste er das Pokalfinale am 31. Mai 1986, das Union allerdings mit 1:5 gegen den 1. FC Lok Leipzig verlor. Uwe Borchardt ist bis heute (Stand: Januar 2020) mit 69 Toren der viertbeste Torschütze des FC Union.

### Armeefußballer
In der Oberligasaison 1987/88 hatte er einen guten Start, als er bis zum 9. Spieltag in allen Begegnungen eingesetzt wurde. Danach wurde er jedoch zum Militärdienst eingezogen und zum Spitzenklub der DDR-Volksarmee, dem Oberligisten FC Vorwärts Frankfurt/O. abkommandiert. Dort wurde er vom 19. Spieltag an in sechs Oberligaspielen zunächst als Linksaußen, später im Mittelfeld aufgeboten. Zur Saison 1988/89 wurde Borchardt vom FC Vorwärts zum DDR-Ligisten ASG Vorwärts Dessau ausdelegiert. Nachdem die ASG 1989 aufgelöst worden war, spielte er 1989/90 ein weiteres Jahr wieder als Zivilist bei der Nachfolgegemeinschaft SG Dessau 89 in der DDR-Liga. Anschließend kehrte Borchardt nach Berlin zurück.

### Karriereausklang
Über die BSG Chemie Velten kam er zum NSC Marathon 02 Berlin, für den Borchardt in der Spielzeit 1991/1992 der Amateuroberliga Nordost (Staffel Mitte) in 21 Spielen 3 Tore erzielte. In der ersten Jahreshälfte 1992 war er für den FC Glarus in der Schweiz aktiv. Zwischen 1992 und 1995 folgten drei Spielzeiten beim VfB Fortuna Biesdorf. Seine letzte Fußballstation war sein Jugendverein SV Germania Schöneiche, bei dem er von 1996 bis 2002 sechs Spielzeiten absolvierte. In dieser Zeit schaffte es der Verein mit zwei Aufstiegen bis in die Brandenburger Verbandsliga. Nach seiner Fußballer-Laufbahn wurde Borchardt Trainer der 2. Mannschaft von Schöneiche.

### Union-Statistik
Borchardt bestritt für den 1. FC Union Berlin zwischen 1982 und 1987 189 Pflichtspiele:
- DDR-Oberliga: 82 (13 Tore)
- DDR-Liga: 87 (51)
- DDR-Fußballpokal: 16 (5)
- Intertoto Cup 1986: 4 (-)